# ماني هسندريكس
ماني هسندريكس (بالإنجليزية: Manny Hendrix)‏ هو لاعب كرة قدم أمريكية أمريكي، ولد في 20 أكتوبر 1964 في فينيكس في الولايات المتحدة.

## وصلات خارجية
- ماني هسندريكس على موقع كلية كرة السلة في سبورتس رفرنس.كوم (الإنجليزية)
- ماني هسندريكس على موقع مرجع كرة القدم المحترفة.كوم (الإنجليزية)